# Nagy Sándor (katonatiszt)
Nagy Sándor (vitéz; Újfehértó, 1897. április – Újfehértó, 1967. november) magyar katonatiszt, a Honvédelmi Minisztérium Légügyi Főcsoportfőnökség altisztje, aki 1944–1945-ben egy 11 fős zsidó családot szöktetett meg a budapesti VIII. kerületi csillagos házakból, és a saját budapesti otthonában bújtatott fél éven keresztül.

## Élete
Gazdálkodó- és katonacsaládba született. Az I. világháború során a 66. gyalogezred katonájaként 1914 és 1918 között előbb az orosz, majd az olasz fronton teljesített szolgálatot. Kiemelkedően hősies helytállásáért az alábbi kitüntetésekben részesült: Ezüst Vitézségi Érem I. osztálya, Ezüst Vitézségi Érem II. osztálya, Bronz Vitézségi Érem, Sebesülési Érem, Károly-csapatkereszt. 
A két világháború közötti időszak során 1924-ben vitézi címet érdemelt ki és mellé vitézi telket Nyírlugoson, ahol évekig gazdálkodott gyarapodó családjával. Később a fővárosban kapott altiszti állást a Honvédelmi Minisztériumban, egyben névre szóló Vitézi Házat a zuglói Vitézi Kertvárosban. Mint jelentős harctéri tapasztalattal rendelkező veterán katona, közel két évtizeden keresztül leventeoktató munkát is végzett. Minisztériumi és leventeoktatói eredményes szolgálataiért is számos kitüntetésben részesült.
A nyilas hatalomátvétel idején egy hozzá segítségért forduló, származása miatt üldözött barátját és annak 11 fős családját megmentette a biztos haláltól. Minisztériumi igazolványát felhasználva a nyilas őröket félrevezetve a családtagokat naponta, egyesével megszöktette a VIII. kerületben kialakított csillagos házakból és saját zuglói otthonában rejtette el őket egy külön erre a célra kialakított búvóhelyen. Az üldözötteket fél éven keresztül védelmezte házában, vállalva a lebukással járó végzetes következményeket, azonban mindenki túlélte épségben a világégést.

## A II. világháború háború után
A II. világháború után, mint rendszerellenes „horthysta altiszt”, minisztériumi állásából elbocsátották, zuglói házát elvesztette, kénytelen volt szülővárosába, Újfehértóra visszaköltözni feleségével, ahol egy romos, padló nélküli vályogházban, anyagi nélkülözés közepette élt 1967-ben bekövetkező haláláig.

## Családja
Felesége a nyírpazonyi születésű Bergován Mária, összesen hat gyermekük érte meg a felnőttkort, Mihály, Sándor, András, Mária, Gábor és Gyula.

## Emlékezete

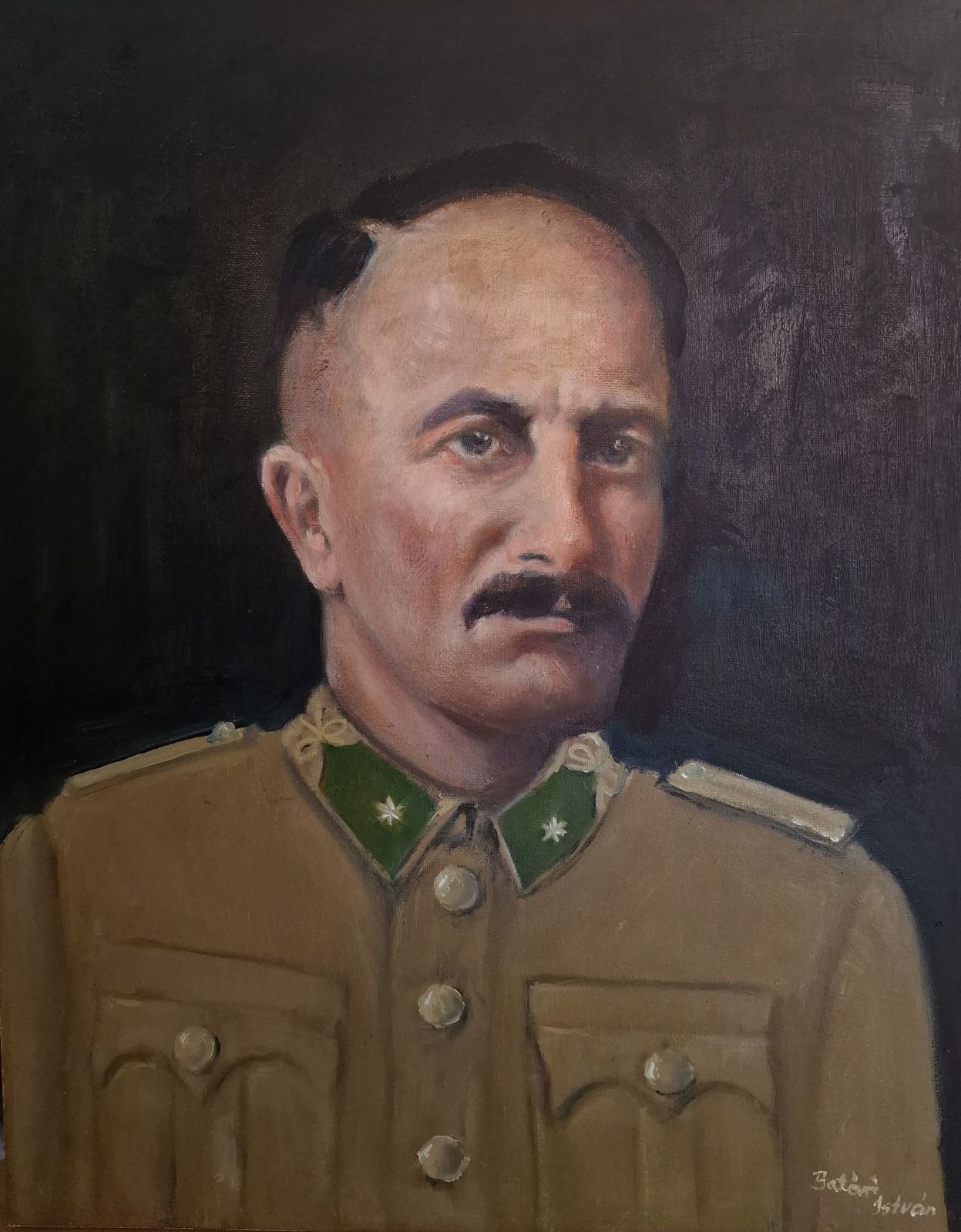
Vitéz Nagy Sándor - Batári István alkotása

- 2015-ben az Irodalmi Jelen kiadó „Életszilánkok” című kötetében novella jelent meg életéről „Zuglói menedék” címmel
- 2020-ban Izrael Állam posztumusz Világ Igaza-díjban részesített feleségével együtt
- 2020-ban posztumusz Újfehértó város díszpolgára címet nyert el
- 2020-ban felesége vitéz Nagy Sándorné Bergován Mária posztumusz Nyírpazony díszpolgára címet nyert el
- 2020-ban Magyarország Belügyminisztere posztumusz „Bátorságért Érdemjel” kitüntetésben részesítette
- 2021-ben Újfehértó városában új, méltó síremlék felavatására, és katonai tiszteletadás mellett, a Katolikus Tábori Lelkészi Szolgálat közreműködésével síremlék áldásra került sor
- 2021-ben Magyarország Honvédelmi Minisztere a „Katonai Szolgálat Példaképe” kitüntetést adományozta részére, egyben előléptette posztumusz címzetes hadnagy rendfokozatba
- 2021-ben a Károli Gáspár Református Egyetemen a „Keresztény ember társadalmi felelőssége - Egy zsidómentő család története” címmel dr. Nagy Sándor egyetemi oktató tartott százfős hallgatóság részére interaktív előadást
- 2022-ben Budapest XIV. kerület Zugló díszpolgára címet nyert el posztumusz
- 2022-ben Dr. Nagy Sándor egyetemi oktató, vitéz Nagy Sándor dédunokája „Egy embermentő család története” címmel megemlékező előadást tartott Nagykovácsiban, Szalay-Bobrovniczky Vince, a Miniszterelnökség helyettes államtitkára fővédnökségével és közreműködésével.
- 2024-ben számos festőművész (Batári István, Gál Mihály, Gémes Kata, Boncsér Éva Kovács) festette meg portréját, melyek közintézmények falaira kerülnek elhelyezésre
- 2024-ben a KLÁRIS irodalmi folyóirat „Éremből bejgli” címmel jelentetett meg publikációt hőstettéről
- 2024-ben Újfehértó városában közterületet neveztek el róla, „Vitéz Nagy Sándor köz” néven.